# Eugênio de Castro
Eugênio de Castro est une municipalité brésilienne située dans l'État du Rio Grande do Sul.